# ソト語
ソト語（ソトご、英: Sotho, Sesotho）は、バントゥー語群に属する言語。南アフリカ共和国・レソト両国の公用語である。北ソト語との区別のため、「南ソト語」と称される場合もある。

## 概要
アフリカ中南部で話されているバントゥー語群の南東グループ(Nguni)に属しており、ツワナ語、北ソト語、ロズィ語に近い。
レソトでは英語と並ぶ公用語であり、1993年のレソト政府による国勢調査によると、人口の約85%に相当する約149万3000人が話していることが分かっている。
南アフリカ共和国ではアパルトヘイト政策が撤廃された1994年に公用語に加わり、11の公用語の一つとなっている。2001年の国勢調査によると、人口の約8%に相当する約400万人が母語としており、フリーステイト州の州都ブルームフォンテーン周辺では大半が話者となっており母国語である。また、国勢調査の対象とはなっていないが、多言語使用が進んでいるヨハネスブルグやソウェト、ツワネなどを中心に、少なくとも500万人以上がソト語を第二言語、または第三言語としている。

## 方言
この言語には他の言語には見られない、独特の方言が用いられている。レソトでは語彙の変化がはっきりと分かる。この方言は様々な表現に使用されている。19世紀には本格的な国家が誕生し、それに伴って氏族の間で用いられた。現在、方言はあまり用いられていない。

## 音韻
9つの母音があり、母音・子音・ふるえ音・破擦音は非常に高く、鼻音化している。

## 文法
- 名詞には名詞クラスとコンコードのシステムがある。

- 格のシステムは持たない（主に、主語と目的語の関係は語順によって示す）

- 声調言語である。
- 類型論的には膠着語である。

### 形態論
名詞クラスは以下の通りである。
| クラス | 接頭辞 | 綴         | 例                                 | 備考                                  |
| ------ | ------ | ---------- | ---------------------------------- | ------------------------------------- |
| 1.     | [mʊ]   | mo-        | [mʊtʰʊ] motho ('人')               | 人間                                  |
| 2.     | [bɑ]   | ba-        | [bɑtʰʊ] batho ('人々')             | 人間                                  |
| 1a.    | —      | —          | [n̩tʼɑtʼe] ntate ('父親')           | 親族関係                              |
| 2a.    | [bo]   | bo-        | [bon̩tʼɑtʼe] bontate ('父達')       | 親族関係                              |
| 3.     | [mʊ]   | mo-        | [mʊnʷɑnɑ] monwana ('指')           | 非人間                                |
| 4.     | [mɪ]   | me-        | [mɪnʷɑnɑ] menwana ('指達')         | 非人間                                |
| 5.     | [lɪ]   | le-        | [lɪt͡sʼɑt͡sʼi] letsatsi ('day')      | 人間と非人間                          |
| 6.     | [mɑ]   | ma-        | [mɑt͡sʼɑt͡sʼi] matsatsi ('days')     | 人間と非人間                          |
| 7.     | [sɪ]   | se-        | [siˌpʰiʀi] sephiri ('秘密')        | 人間と非人間                          |
| 8.     | [di]   | di-        | [dipʰiʀi] diphiri ('秘密（複数）') | 人間と非人間                          |
| 9.     | [N]-   | (variable) | [n̩tʰɔ] ntho ('thing')              | 雑多                                  |
| 9.     | [N]-   | (variable) | [tʰɑpʼɛlɔ] thapelo ('prayer')      | 雑多                                  |
| 10.    | [di]   | di[N]-     | [din̩tʰɔ] dintho ('things')         | 雑多                                  |
| 10.    | [di]   | di[N]-     | [ditʰɑpʼɛlɔ] dithapelo ('prayers') | 雑多                                  |
| 14.    | [bʊ]   | bo-        | [bʊhɔbɛ] bohobe ('bread')          | 抽象名詞                              |
| 14.    | [bʊ]   | bo-        | [bʊbɪ] bobe ('ugliness')           | 抽象名詞                              |
| 15.    | [hʊ]   | ho-        | [hʊt͡sʼɑmɑjɑ] ho tsamaya ('to go')  | 動名詞                                |
| 16.    | [fɑ]   | fa-        | [fɑt͡sʰɪ] fatshe ('down')           | ”fa-”クラスにはfatsheのみが存在する。 |
| 17.    | [hʊ]   | ho-        | [hʊlɛ] hole ('far away')           |                                       |
| 17.    | [hʊ]   | ho-        | [hʊsɑnɪ] hosane ('tomorrow')       |                                       |
| 18.    | [mʊ]   | mo-        | [moʀɑhʊ] moraho ('behind')         |                                       |
| 18.    | [mʊ]   | mo-        | [mʊse] mose ('overseas')           |                                       |

### 統語論
基本的には、主語-述語動詞-目的語という語順だが、強調の為に倒置される事がある。